# Макаров, Игорь Владимирович
Игорь Владимирович Макаров (6 февраля 1961 года, Москва, СССР) — советский и российский футболист, полузащитник и защитник.

## Клубная карьера
Воспитанник московского клуба ФШМ. С 1979 по 1982 год играл за ФШМ и «Красную Пресню». В 1983 году перешёл в московский «Локомотив». За «железнодорожников» отыграл 5 лет — 158 игр, 9 голов. С 1988 по 1991 год играл за «Шинник», за который провёл 162 игры и забил 39 мячей. В 1992 году перешёл в московский «Асмарал», который на тот момент выступал в высшей лиге. 1 апреля 1992 года дебютировал в матче против санкт-петербургского «Зенита». 13 мая 1992 года в матче против «Торпедо» забил победный гол в середине матча. После ухода из «Асмарала» присоединился к марокканской команде «Сеттат», но в следующем году вернулся обратно в «Асмарал». В 1994 году перешёл в клуб «Жемчужина» Сочи. За клуб отыграл 2 сезона, за которые 51 раз вышел на поле и забил 9 мячей. После ухода из «Жемчужины» играл за команды низших дивизионов: «Динамо-Жемчужина-2», «Автомобилист» Ногинск, «Мосэнерго». В 2001—2002 годах играл за любительские команды «Текс» Ивантеевка и БСК Спирово.
В первых сезонах чемпионата России считался лучшим пенальтистом страны — в 1992—1995 годах, выступая за «Асмарал» и «Жемчужину», реализовал 11 пенальти из 11 попыток.

## Достижения
В составе сборной Москвы победитель турнира «Переправа» (1982).
Лучший нападающий турнира.